# Ana Belén Bernardo
Ana Belén Bernardo Zamora (20 de marzo de 1976) es una deportista española que compitió en natación adaptada. Ganó cinco medallas en los Juegos Paralímpicos de Verano en los años 1992 y 1996.

## Palmarés internacional
| Juegos Paralímpicos | Juegos Paralímpicos      | Juegos Paralímpicos | Juegos Paralímpicos     |
| Año                 | Lugar                    | Medalla             | Prueba                  |
| ------------------- | ------------------------ | ------------------- | ----------------------- |
| 1992                | Barcelona (España)       | Medalla de plata    | 100 m mariposa S10      |
| 1992                | Barcelona (España)       | Medalla de bronce   | 400 m libre S10         |
| 1992                | Barcelona (España)       | Medalla de bronce   | 4 × 100 m estilos S7-10 |
| 1996                | Atlanta (Estados Unidos) | Medalla de bronce   | 100 m mariposa S10      |
| 1996                | Atlanta (Estados Unidos) | Medalla de bronce   | 4 × 100 m estilos S7-10 |